# Asta di controvento

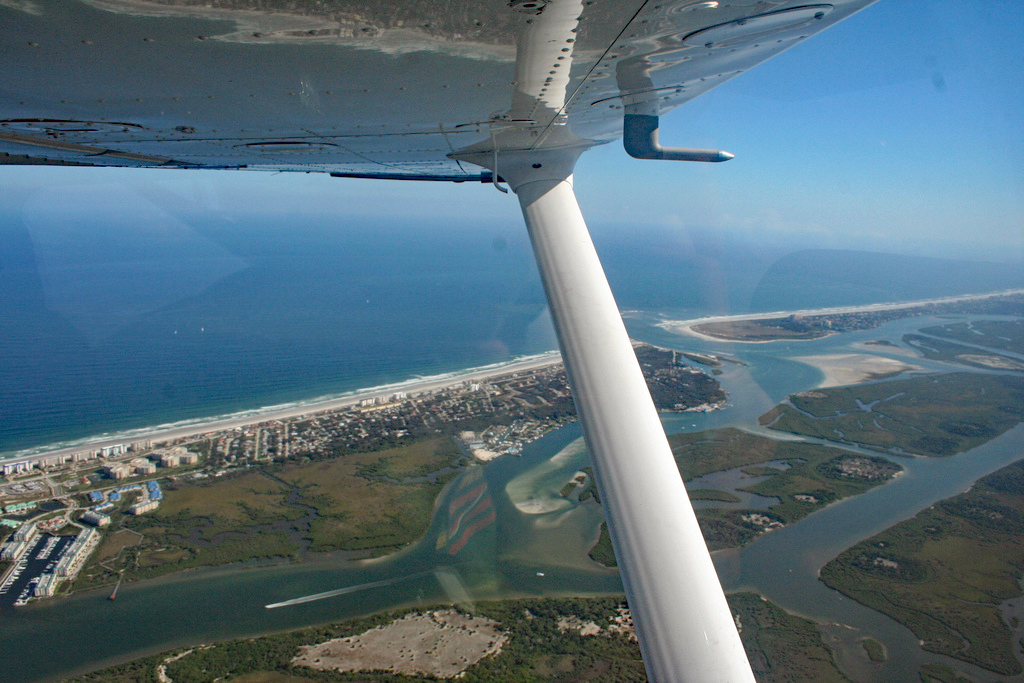
Dettaglio di un montante di una semiala di Cessna 172.

Nelle costruzioni aeronautiche, l'asta di controvento (o montante) è un elemento strutturale rigido, utilizzato generalmente su piccoli monoplani, che collega l'ala alla fusoliera. Il suo scopo è quello di contribuire alla resistenza strutturale dell'ala, trasferendo parte dei carichi di trazione e compressione in un punto dell'ala distante dalla radice.

## Storia
A cominciare dai primi biplani dei fratelli Wright, per aumentare la resistenza delle ali alla torsione ed alla flessione, si impiegarono montanti interalari che collegavano rigidamente l'ala inferiore a quella superiore unitamente a tiranti (disposti trasversalmente) che resistevano o alle forze aerodinamiche (tiranti che collegavano le radici dell'ala inferiore alle estremità della superiore) o alla forza di gravità (tiranti che collegavano le radici dell'ala superiore all'estremità dell'ala inferiore).

I primi monoplani, invece, si affidavano ad una controventatura esterna di fili di acciaio collegati ad un puntone. Dal momento che i fili lavorano solo a trazione, quelli montati superiormente all'ala sopporteranno gli sforzi dovuti alla forza di gravità a terra (o ad un fattore di carico negativo in volo), viceversa quelli montati inferiormente sopporteranno in volo gli sforzi dovuti alla portanza (fattore di carico positivo). Queste configurazioni, però, erano penalizzate dalla resistenza aerodinamica offerta dai fili.
Si passò quindi ad impiegare ali con uno spessore maggiore e più robuste che richiedevano, al costo di un maggior peso, una minima (o anche nulla come nella maggioranza dei velivoli oggi in produzione) struttura rigida esterna (aste di controvento) che poteva resistere a sforzi di compressione e trazione.

## Tipologie
La disposizione delle aste di controvento ed il tipo di forze che agiscono su di esse dipendono chiaramente dalla configurazione del velivolo. Aeroplani ad ala alta come il Cessna 152 o a parasole come il Consolidated PBY Catalina hanno i montanti che collegano la parte inferiore del longherone dell'ala alle ordinate (o altra struttura equivalente) della fusoliera. In volo lavorano a trazione, caricando le ali con parte del peso della fusoliera, mentre al suolo o in volo a fattori di carico negativi lavorano a compressione.

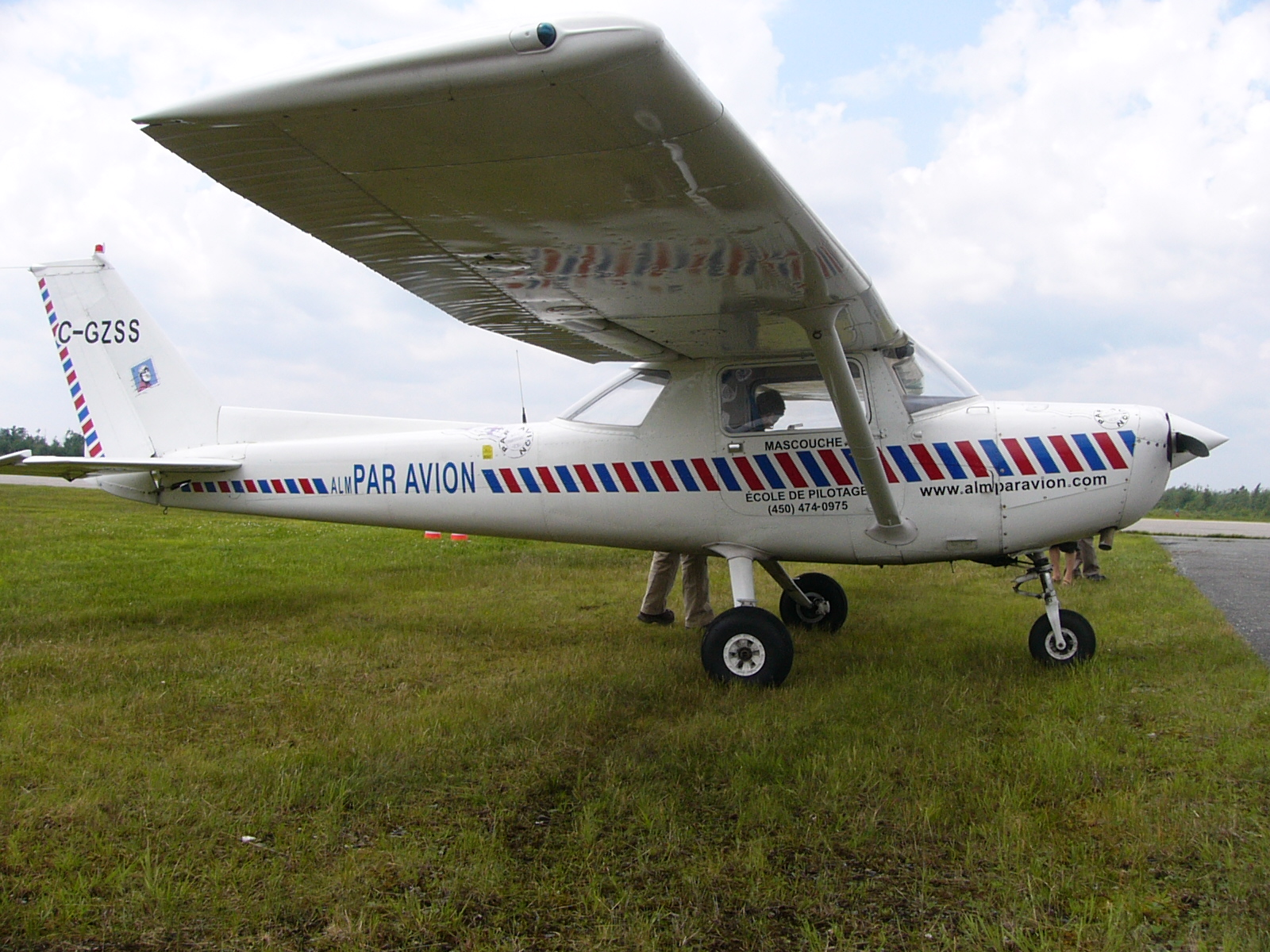
Cessna 152, ala alta con un singolo montante

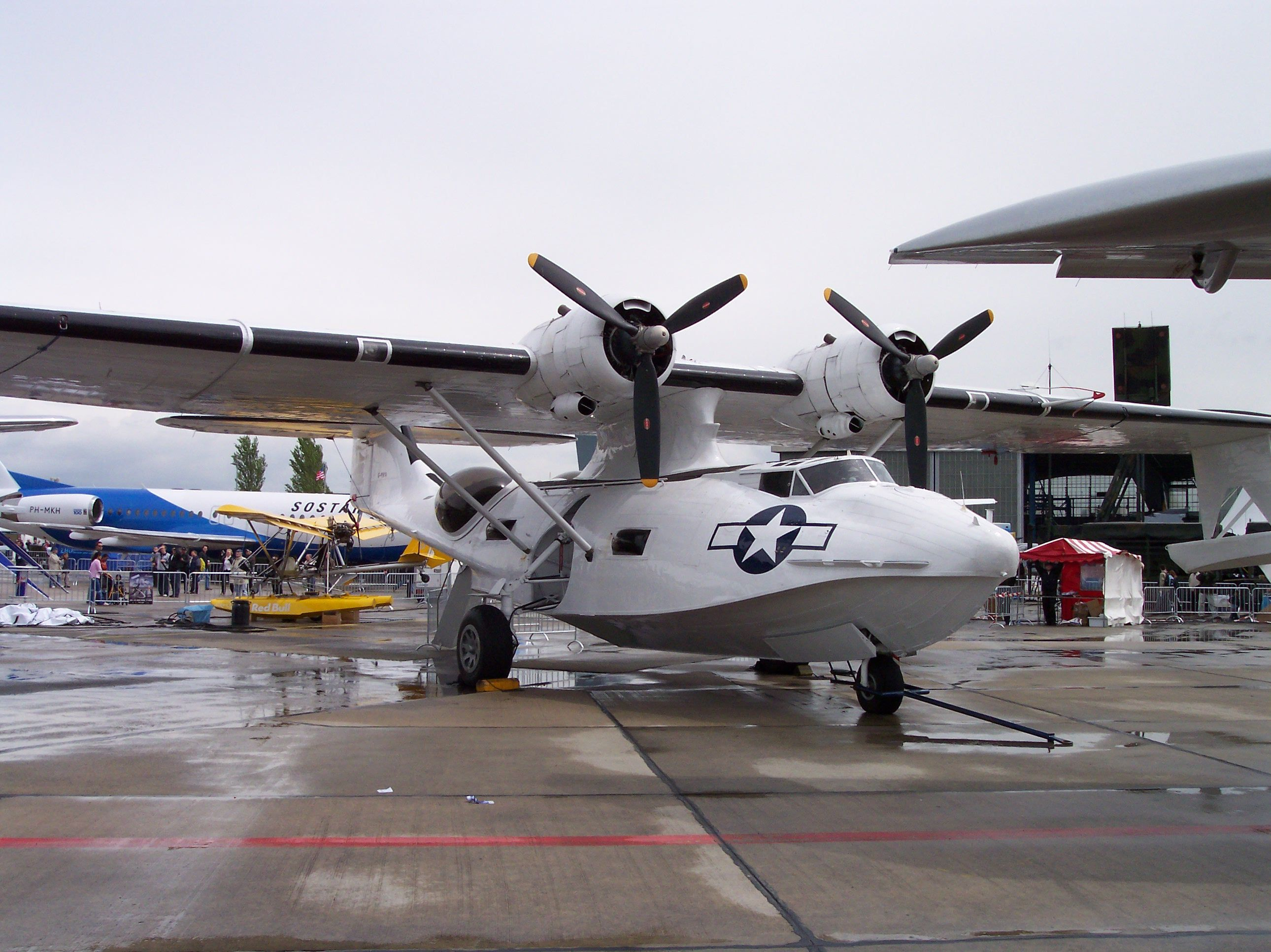
Consolidated Catalina, ala a parasole con doppio montante

Le aste possono essere montate in configurazione singola (come sul Cessna 152 o 172), o in coppia disposte parallelamente come sul Catalina o a forma di "V" con il vertice collegato alla fusoliera (e.g. Auster Autocrat). Sono state sperimentate configurazioni anche più complesse, con aste supplementari di interconnessione tra quelle principali o tra esse e la fusoliera o le ali. Nel Piper Pawnee, ad esempio, la coppia di aste montate a V è supportata da una coppia di supporti verticali.

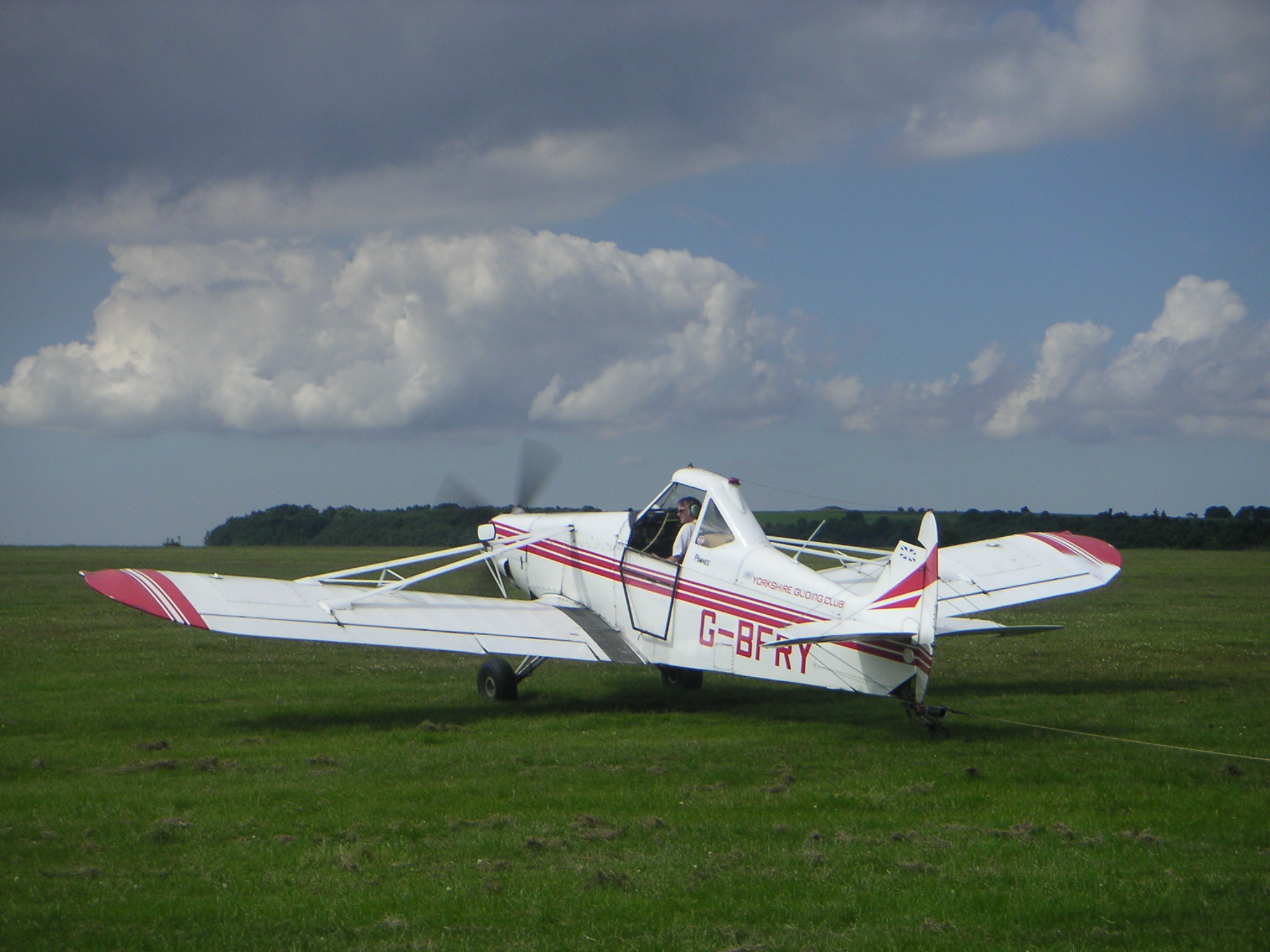
Un Piper Pawnee con montanti a V installati su un'ala bassa con supporti verticali ausiliari.

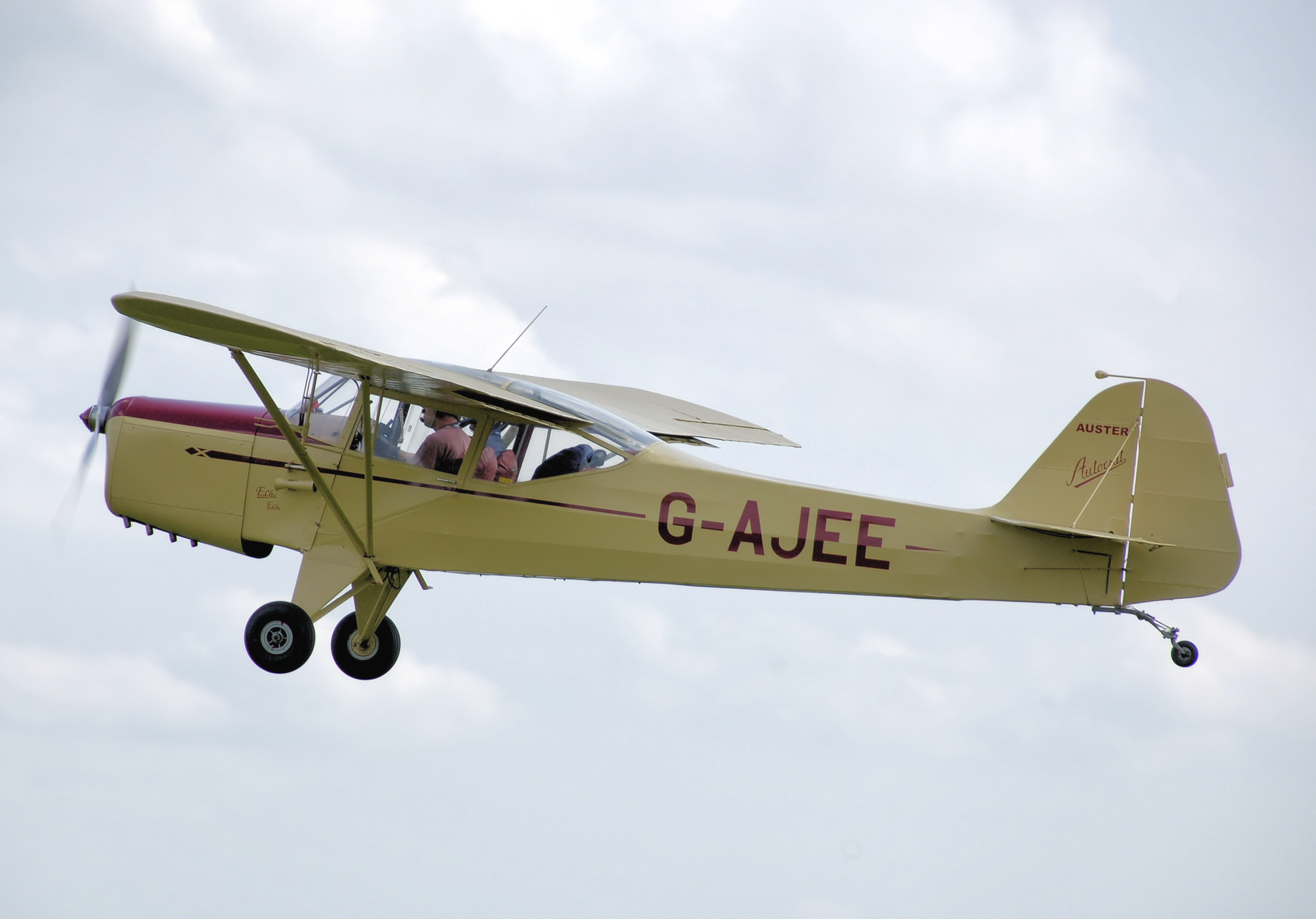
Un Auster Autocrat con montanti a V su un'ala alta.

Per ridurre la resistenza aerodinamica, le aste di controvento furono da sempre costruite con forme aerodinamiche o rivestite da appendici tali da minimizzare la resistenza. Il Farman F.190, ad esempio, aveva le semiali connesse alla parte bassa della fusoliera da una coppia parallela di tubi in duralluminio racchiuse da carenature di legno mentre sul Westland Lysander delle barre in lega leggera estruse ad "I" erano rivestite da una coppia di carenature in alluminio. Velivoli più recenti installavano aste metalliche direttamente modellate secondo forme aerodinamiche come quelle dell'Auster AOP.9, o ricavate in composito, come, ad esempio, i montanti in fibra di carbonio del Remos GX eLITE. Per migliorare l'aerodinamica i progettisti hanno adottato differenti soluzioni per l'integrazione delle aste con la fusoliera e le ali, carenandole solo in prossimità dell'ala, come per il Farman F.190, o anche con un'estesa carenatura sulla fusoliera, ad esempio nello Skyeton K-10 Swift.
In alcuni velivoli, le aste di controvento sono integrate con il castello motore (come nel Westland IV) e con il carrello di atterraggio (come sullo Scottish Aviation Twin Pioneer).
Il compito dei montanti è principalmente strutturale, ma possono essere usati come sedi per l'installazione di sistemi quali tubi di Pitot e piccoli generatori elettrici eolici grazie alla loro posizione in un flusso d'aria indisturbato lontano dall'ala, dai motori o dalla fusoliera.
Le aste di controvento non sono più impiegate su velivoli di grandi dimensioni o ad alta velocità a causa della resistenza aerodinamica che offrono, ma continuano ad essere impiegati su diversi aerei da turismo ad ala alta da 2/4 posti. Eccezioni sono costituite dal Pilatus Porter, un velivolo STOL nato negli anni sessanta ma ancora in produzione, che può portare fino a 10 passeggeri, ed il de Havilland Twin Otter, un aereo da 19 posti recentemente (2008) tornato in produzione.